# سبلان
جبال سبلان هي سلسلة جبلية بمدينة أردبيل في شمال غرب جمهورية إيران، وتُعَد سلسلة جبال سبلان من أروع جبال إيران والعالم وتأخذ في أحضانها ثالث أعلى القمم الإيرانية وإحدى أكثرها تميّزاً وجمالاً والبالغة من الارتفاع 4811 متر والتي تدعى بقمة سلطان ساوالان البركانية، تحتلّ هذه السلسلة الجبلية موقعاً جغرافياً منعشاً للغاية حيث تقع غرب مدينة اردبيل على مقربة من مدن سرعين ومشكين شهر وأهر وسراب باعتبارها مجموعةً من أبرز المدن الإيرانية وأكثرها تمتّعاً من المكانة السياحية لا سيّما للسياح العرب الباحثين عن العجائب الطبيعية.

## الجغرافيا
تقع سلسلة جبال سبلان غرب مدينة اردبيل وتلعب هذه السلسلة الجبلية دوراً هاماً في اعتدال مناخ المنطقة، كذلك فإن وجود الأنهار التي تنبع من هذه الجبال جعل المنطقة صالحة للزراعة. وايضاً فإن جبال سبلان كانت سبباً في وجود ينابيع المياه المعدنية مثل ينبوع (سرعين) و(سردابه). وهي من المناطق التي تستقطب العديد من السياح. يُذكَر ان محافظة اردبيل تقع شمال غرب إيران وتبعد عن طهران 1000 كيلومتر. و تتمتع المحافظة بمناخ بارد في الشتاء ومعتدل في الصيف.

## قمم جبال سبلان
تتكوّن جبال سبلان من ثلاث قمم وهي:
▪ القمّة الأصيلة التي تُدعى سلطان ساوالان : هي قمّةٌ بركانيةٌ خامدةٌ تُعتبَر أعلى القمم المتوفّرة في محافظتي آذربيجان الشرقية والغربية فضلاً عن كونها ثالث أعلى القمم الإيرانية ويبلغ ارتفاعها 4811 متراً، وفي الجهة الغربية للقمة تلفت أنظاركم صخرةٌ طبيعيةٌ مهيبةٌ على شكل نسرٍ أصبح رمزاً لعظمة جبال سبلان.
▪ القمة الثانية: وهي القمة التي تُدعى قمة هرم داغ.
▪ القمة الثالثة: وهي القمة التي تُدعى قمة كسرى.

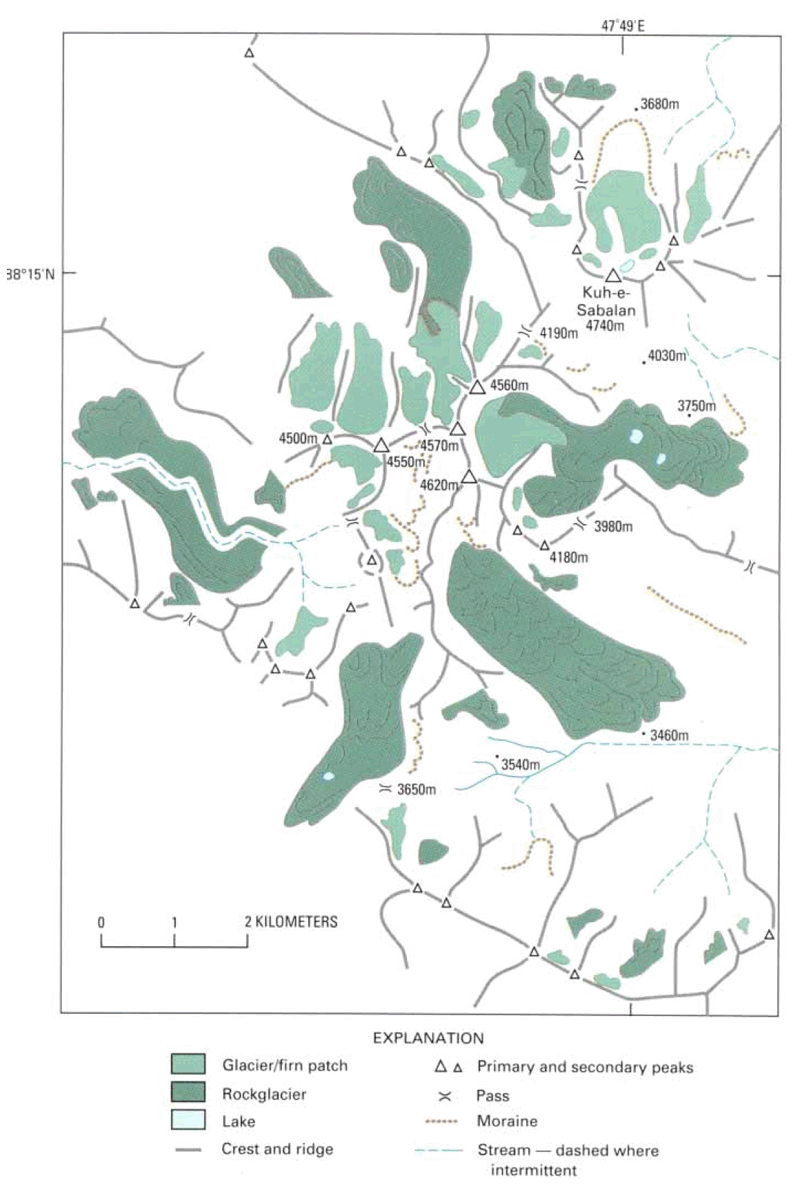
خريطة منطقة القمة والأنهار الجليدية في سبلان.

## المعالم الطبيعية لجبال سبلان
• منتجع الوارس الدولي: هو أوسع وأكبر منصة للتزلج على الجليد في إيران. ويستقر هذا المنتجع على سفح جبال سبلان  ذو المناظر الخلابة في محافظة اردبيل شمال جمهورية إيران، حيث تُعَد منطقة الوارس بالإضافة إلى أنها أكبر منصة للتزلج منطقة سياحية وثقافية ورياضية، تجذب اليها السواح من داخل إيران وخارجها.
•  بحيرة قمة سلطان ساولان: هي بحيرة مياه عذبة ترقد على فوهة قمة سلطان ساولان الشاهقة، وهي بحيرةٌ عميقةٌ وفريدةٌ تتجمّد مياهها الصافية العذبة وتكسو الأجواء المحيطة بها الثلوج والجليد طيلة أغلب أيام السنة ومتزامناً مع قدوم الصيف إذ تبدأ مياه البحيرة والثلوج والجليد المتوفّرة حولها تذوب وتجري إلى الأسفل تخلق جنةً لا مثيل لها حيث تتبدّل بفضلها سفوح الجبل والمراعي والسهول والوديان المحيطة به إلى مصيفٍ رائعٍ يُدعى مصيف سبلان.
• مصيف سبلان: هو مصيف مدهش تشكل بفضل البحيرة ومياهها الغزيرة التي قد تؤدّي إلى تشكيل العديد من الأنهار الجارية على سفوح هذه الجبال والكثير من ينابيع المياه المعدنية الساخنة أو الباردة والشلالات الطبيعية اللطيفة والبحيرات الصغيرة والكبيرة التي تتوفّر في أحضانه المختلفة لكي تقدّم اليكم أماكن فريدة ومثالية للتسلية والترفيه والاستراحة حيث تزيد من متعتكم اصوات الطيور المغرّدة بألحانٍ تخلب البابكم وتعطيكم النشاط والحيوية بتلفيقها مع نضارة الطبيعة وجمال الطقس.
• شلال كوركور: هو شلال رفيعٌ تحيط به مساحةٌ جميلةٌ للغاية، ويمثل هذا الشلال أفضل الأماكن الطبيعية التي ينجذب أليها السواح، يبلغ ارتفاع هذا الشلال حوالي 12 متراً في حين تبلغ المساحة المحيطة به 200 متر مربع.
• عيون المياه الطبيعية: وتشمل عين سردابه وعين قوتورسوئي وعين شابيل المتوفّرة كلها على سفوح  هذه الجبال وعين قينرجه باعتبارها محتضنةً لمياهٍ تُعَدّ أحرّ مياه العالم وتقع بجوار طريق أردبيل إلى سراب، لاسيّما في مدينة سرعين.
• مجمع سبلان الصحي: هو مجمع خاص بعلاج الأمراض بواسطة الماء، ويُعتبَر هذا المجمع من أكثر المجمعات العلاجية في إيران والشرق الأوسط تجهيزاً ورعايةً. حيث تُعَد بُرَك المياه الساخنة في منطقة سفوح جبال سبلان بإيران، نقطة جذب لأكثر من 8 ملايين سائح سنوياً، حيث تشتهر هذه المنطقة بكثرة أحواض ينابيع المياه الطبيعية التي تنتشر في الهواء الطلق على سفوح هذه الجبال.

## معرض صور

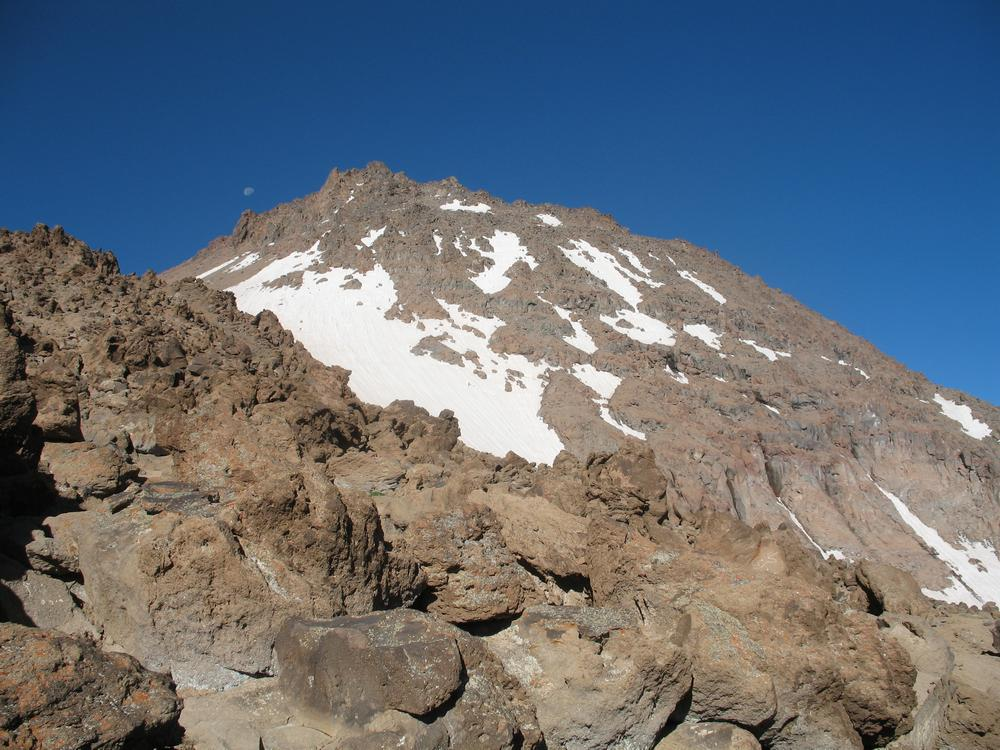
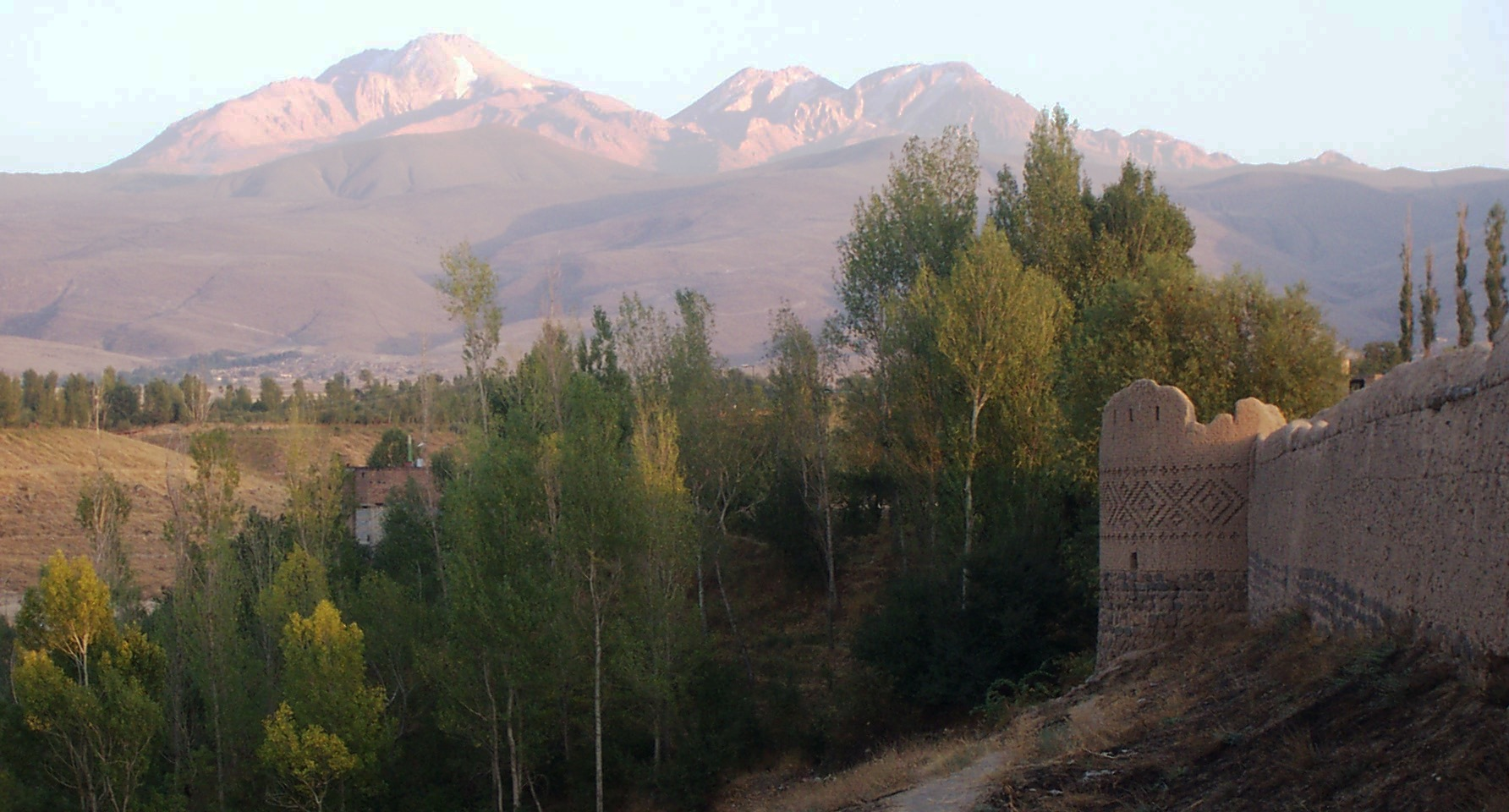
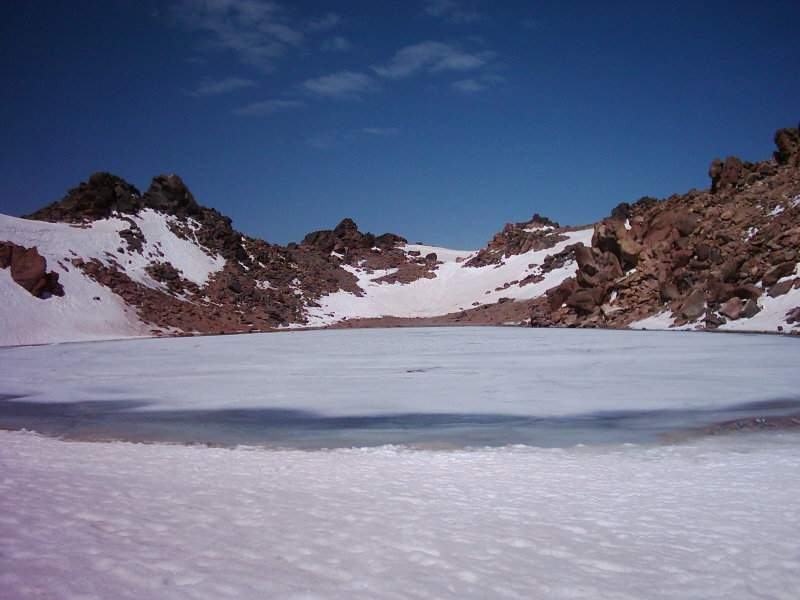

## طالع ايضاً
- جبل خواجه الحجري
- جبل دمافند
- قائمة جبال إيران